# Newton-módszer
A numerikus analízisben a Newton-módszer (más néven Newton–Raphson-módszer, Newton–Fourier-módszer vagy érintőmódszer) az egyik legjobb módszer, amellyel valós függvények esetén megközelíthetjük a gyököket (zérushelyeket). A Newton-módszer gyakran nagyon gyorsan konvergál, de csak akkor, ha az iteráció a kívánt gyökhöz elég közelről indul. Ez a közelség és a konvergenciasebesség a függvénytől függ. A Newton-módszer minden figyelmeztetés nélkül nagyon könnyen félrevezethet egy tapasztalatlan használót, ha túl távolról próbálkozik indítani a módszert. A legjobb megoldás tehát az, hogy egy másik eljárással vizsgáljuk a konvergenciát, ami felismeri és lehetőleg kiküszöböli a lehetséges konvergenciahibákat.
Nemcsak gyököt tudunk keresni ezen a módon, hanem minimumot vagy maximumot is találhatunk, feltéve, hogy a függvény differenciálható; ugyanis a függvénynek ott lehet szélsőértéke, ahol deriváltjának gyöke van. Az algoritmus az első a Householder-algoritmusok osztályában, de ezeket meghaladja a Halley-módszer.

## A módszer leírása
A módszer ötlete a következő: kiindulunk egy pontból, amely az igazi gyökhöz elég közel található. A függvényérték ebben a pontban megközelítőleg az ehhez a ponthoz húzott érintőn található (amelyet meghatározhatunk egyszerű számításokkal), majd kiszámoljuk ennek az érintőnek az x tengellyel való metszéspontját (melyet egyszerűen megtehetünk algebrai ismereteinket felhasználva). Ez az OX tengellyel való metszéspont valószínűleg egy jobb közelítése a függvény gyökének, mint az eredeti pontunk, a módszer iterálható.

A Newton-módszer illusztrációja. Az f függvény grafikonja kékkel és az érintője pirossal). Látjuk, hogy jobb közelítése az függvény gyökének, mint

Feltételezzük, hogy f : [a, b] → {\displaystyle \mathbb {R} } differenciálható függvény, amely leképezi az [a, b] zárt intervallumot a valós számok {\displaystyle \mathbb {R} }  halmazába. Könnyen kifejezhető a képlet, ami szerint a gyök felé konvergálunk. Tegyük fel, hogy ismerjük a xn közelítést. Tovább módosíthatjuk az összefüggést egy még jobb xn+1 közelítés irányába, figyelembe véve a bal oldali diagramot. Tudjuk a derivált definíciójából, hogy egy bizonyos pontban a ponthoz húzott érintővel azonos.
Vagyis:
{\displaystyle f'(x_{n})={\frac {\mathrm {rise} }{\mathrm {run} }}={\frac {\mathrm {\Delta y} }{\mathrm {\Delta x} }}={\frac {f(x_{n})-0}{x_{n}-x_{n+1}}}={\frac {0-f(x_{n})}{(x_{n+1}-x_{n})}}\,\!}.
Ahol f ' az f függvény deriváltját jelenti.
Innen egy kis algebrai átalakítás után a végső alak:
{\displaystyle x_{n+1}=x_{n}-{\frac {f(x_{n})}{f'(x_{n})}}\,\!}.
A folyamatot az x0 pontból indítjuk (Minél közelebb van a gyökhöz, annál jobb. De mivel nem ismerjük a gyök pozícióját, találgatással és ellenőrzéssel leszűkíthetjük az intervallumot kisebb intervallumokra a felezőpont meghatározásának módszerét felhasználva). A módszer általában konvergál, ha a megadott érték elég közel található az ismeretlen helyzetű gyökhöz, és {\displaystyle f'(x_{0})\neq 0}. Továbbá ahhoz, hogy a gyök legalább egyszeres gyök legyen, szükséges, hogy a konvergenciája kvadratikus legyen a gyök szomszédságában, amely azt jelenti, hogy a szám megközelítőleg megduplázódik minden lépésben. Több részlet az analízis részben található.

## Algoritmus
Az alábbi kód Python programozási nyelvben van írva, az epszilon paraméter pedig a  kívánt pontosságot jelenti.
Például ha az {\displaystyle f(x)=x-e^{x}} függvény gyökét keressük:
```
import
 
math

def
 
Fx
(
X
):

	
return
 
X
-
e
**
X

def
 
Erinto
(
Fx
,
 
dFx
,
 
x0
,
 
epszilon
):

	
x1
=
x0
-
Fx
(
x0
)
/
dFx
(
x0
)

	
while
 
abs
(
x1
-
x0
)
>
epszilon
:

		
x0
=
x1

		
x1
=
x0
-
Fx
(
x0
)
/
dFx
(
x0
)

	
return
 
x1

print
 
Erinto
(
Fx
,
 
dFx
,
 
0.5
,
 
0.0001
)

```

## Példa
Adott a cos(x) = x3 függvény, ahol x pozitív szám. Ebből kiindulva a feladat a következő: keressük az f(x) = cos(x) − x3 függvény gyökét. Annak tudatában, hogy f '(x) = −sin(x) − 3x2, és cos(x) ≤ 1, illetve x3 > 1 minden x-re (ha x>1), azt is tudjuk, hogy a gyök valahol 0 és 1 között található. Ezért egy x0 = 0,5 kezdeti értékkel próbálkozunk:
{\displaystyle {\begin{matrix}x_{1}&=&x_{0}-{\frac {f(x_{0})}{f'(x_{0})}}&=&0.5-{\frac {\cos(0.5)-0.5^{3}}{-\sin(0.5)-3\times 0.5^{2}}}&=&1.112141637097\\x_{2}&=&x_{1}-{\frac {f(x_{1})}{f'(x_{1})}}&&\vdots &=&{\underline {0.}}909672693736\\x_{3}&&\vdots &&\vdots &=&{\underline {0.86}}7263818209\\x_{4}&&\vdots &&\vdots &=&{\underline {0.86547}}7135298\\x_{5}&&\vdots &&\vdots &=&{\underline {0.8654740331}}11\\x_{6}&&\vdots &&\vdots &=&{\underline {0.865474033102}}\end{matrix}}}
A helyes számjegyek alá vannak húzva a fenti példában. Kivételesen x6 egyezik a legjobban a megadott decimális helyekhez viszonyítva. Láthatjuk a helyes számjegyű számot, miután a tizedesvessző 2-ről (x3-re), 5-re és 10-re növekszik, illusztrálva a kvadratikus konvergenciát.

### Egy szám négyzetgyöke
Egy szám négyzetgyökét számos módon megkereshetjük, a Newton-módszer többek között erre is remekül használható.
Például, ha a 612 négyzetgyökére vagyunk kíváncsiak, akkor az alábbi módon járhatunk el.
{\displaystyle \,x^{2}=612}
Írjuk fel függvényként a felső kifejezést!
{\displaystyle \,f(x)=x^{2}-612}
ezt deriválva a következőt kapjuk,
{\displaystyle f'(x)=2x.\,}
Kezdeti becslésünk a 10, a folytatás Newton-módszerrel megadva,
{\displaystyle {\begin{matrix}x_{1}&=&x_{0}-{\frac {f(x_{0})}{f'(x_{0})}}&=&10-{\frac {10^{2}-612}{2\cdot 10}}&=&35.6\\x_{2}&=&x_{1}-{\frac {f(x_{1})}{f'(x_{1})}}&=&35.6-{\frac {35.6^{2}-612}{2\cdot 35.6}}&=&{\underline {2}}6.3955056\\x_{3}&=&\vdots &=&\vdots &=&{\underline {24.7}}906355\\x_{4}&=&\vdots &=&\vdots &=&{\underline {24.7386}}883\\x_{5}&=&\vdots &=&\vdots &=&{\underline {24.7386338}}\end{matrix}}}
A helyes számjegyek alá vannak húzva. Csupán pár iterációval bárki elnyerheti a megfelelő számú tizedes jegyet.

## Történelmi háttér
A Newton-módszert először Isaac Newton írta le a De analysi per aequationes numero terminorum infinitas-ban (amelyet 1669-ben írt és 1711-ben William Jones adott ki) és a De metodis fluxionum et serierum infinitarum-ban (amelyet 1671-ben írt, fordította és kiadta Method of Fluxions címmel John Colson 1763-ban). Ez a leírás nagymértékben különbözik a fentiekben megadott modern leírástól, meghatározástól. Newton csak polinomok esetében használta a módszert. Ő nem számolta ki a {\displaystyle x_{n}}- rákövetkező közelítést, hanem kiszámolt egy polinomsorozatot, és majd csak a végen ért el az x gyök közelítéséhez. Végül Newton a módszert kizárólag algebrainak tekintette, és nem vette észre a kapcsolatot a számításokkal. Valószínűleg François Viète egyik nem annyira pontos, de hasonló módszeréből vezette le. Viète módszerének lényege megtalálható a perzsa matematikus Sharaf al-Din al-Tusi (Ypma 1995) munkái közt. Egy speciális esete a Newton-módszernek, amikor négyzetgyököket számolunk, sokkal korábban előfordult, és úgy nevezték, hogy babilóniai módszer.
A Newton-módszer először 1685-ben John Wallis A Treatise of Algebra both Historical and Practical című művében jelent meg, majd 1690-ben Joseph Raphson kiadott egy sokkal egyszerűbb leírást Analysis aequationum universalis címmel. Raphson is algebrai módszerként tekintette a Newton által kidolgozott módszert, és kizárólag polinomokkal dolgozott, de egymás után következő közelítések formájában írta le, nem mint Newton, aki sokkal komplikáltabb polinomsorozatként. Végül 1740-ben Thomas Simpson a Newton-módszert iteratív módszernek tekintette, amely általános nemlineáris egyenletek megoldására szolgál, fluxusféle számítások segítségével, lényegében megadva a fentiekben elhangzott leírást. Ugyanazon publikáción belül Simpson megadta a két egyenletből álló egyenletrendszerek általánosítását, és megjegyezte, hogy a Newton-módszer optimalizációs problémák megoldására is felhasználható úgy, hogy a fokszámot nullára állítjuk. 1879-ben Arthur Cayley először határozta meg a The Newton-Fourier imaginary problem című művében a Newton-módszer általánosításával járó nehézségeket olyan komplex polinomok gyökei esetén, amelyeknek a foka meghaladta a 2-t, és a kezdeti érték is komplex volt. Ez megnyitotta a racionális függvények iterációelmélete felé vezető utat.

## Gyakorlati meggondolások
Általában a konvergencia kvadratikus: a hiba négyzetesen csökken minden lépésnél, tehát a helyes jegyek száma megduplázódik minden lépésnél. De van egy pár hátránya. Először, a Newton-módszerhez szükséges direkt kiszámolni a deriváltat. Ha a deriváltat megközelítjük a függvény két pontján áthaladó ferde egyenessel, akkor ebből következik a húrmódszer, mellyel sokkal hatékonyabb eredményekre juthatunk, figyelembe véve a számításokhoz szükséges erőfeszítéseket. Másodszor, ha a gyök túl távol van a kezdeti értéktől, a Newton-módszer nem konvergálhat. Ebből az okból kifolyólag a legtöbb gyakorlati alkalmazásnál meghatározzák az iterációk számának a maximumát, és esetleg az iterációs méretet is. Harmadszor, ha a keresett gyök multiplicitása egynél nagyobb, akkor a konvergencia csupán lineáris (a hiba egy konstanssal csökken minden lépés során), hacsak nem teszünk speciális lépéseket. Mivel a fentiekben említett hibákban a legkomolyabb probléma a konvergencia hiánya, W. H. Press és mások (1992-ben) bemutattak egy olyan verziót, amelyben a folyamat annak az intervallumnak a közepéről indul, amelyben feltételezzük a gyököt, és az iteráció akkor áll le, ha az olyan értéket generál, amely az intervallumon kívül esik. Széles körű számítógéprendszer-fejlesztők a húrmódszert kedvezőbbnek tartják a Newton‑módszerrel szemben, mert elég differenciahányadost használni a deriválttal szemben. Ezt folyamatosan frissíteni kell, ami nem a legelőnyösebb. A gyakorlatban a kisebb kód fenntartása sokkal előnyösebb, mint a másodrendű konvergencia.

## Buktatói

Az a x³ – 2x + 2 függvény érintőegyenesei a 0 és 1 pontokban, amelyek az x tengelyt 1 illetve 0 pontokban metszik, illetve illusztrálja, hogy miért is oszcillál a Newton-módszer ezek a értékek közt bizonyos kezdeti értékek esetén

### Távoli kezdőpont
Ha a kezdeti pont nincs elég közel a gyökhöz, a konvergencia elmaradhat. Vegyük a következő függvényt:
{\displaystyle f(x)=x^{3}-2x+2\!}
és a 0 kezdeti pontot. Az első iteráció után 1-et kapunk, majd a második visszatér a 0-ba, tehát a folyamat oszcillálni fog a két érték közt anélkül, hogy elérné a gyököt.
Általában a folyamat viselkedése igen bonyolult lehet.

### Ha a derivált nem folytonos
Ha a derivált nem folytonos a gyöknél, akkor a konvergencia nem fog megnyilvánulni, bármilyen intervallumot is veszünk a gyök számára.
Tekintsük a következő függvényt:
{\displaystyle f(x)={\begin{cases}0&{\mbox{ha }}x=0\\x+x^{2}\sin({\frac {2}{x}})&{\mbox{ha }}x\neq 0\end{cases}}}
{\displaystyle f'(0)=1\!} és {\displaystyle f'(x)=1+2x\sin(2/x)-2\cos(2/x)\!}
Bármely intervallumot is veszünk a gyök számára, ez a derivált változtatni fogja az előjelét, mihelyt x megközelíti a 0-t jobbról, illetve balról, míg {\displaystyle f(x)\geq x-x^{2}>0\!} ,ha {\displaystyle 0<x<1\!}.
Tehát {\displaystyle f(x)/f'(x)\!} végtelen a gyök közelében, mely azt eredményezi, hogy a Newton-módszer nem fog konvergálni, akkor se, ha a függvény mindenhol deriválható; a derivált nem zéró a gyökben; {\displaystyle f\!} végtelenszer differenciálható, kivéve a gyökben; és a derivált végtelen a gyök közelében.

### Második derivált hiánya
Ha nem létezik a gyöknél a második derivált, akkor a konvergencia lehet, hogy nem lesz kvadratikus. Vegyük a:
{\displaystyle f(x)=x+x^{4/3}\!} függvényt,
és a függvény deriváltja:
{\displaystyle f'(x)=1+(4/3)x^{1/3}\!}
és a második deriváltja:
{\displaystyle f''(x)=(4/9)x^{-2/3}\!}
kivéve mikor {\displaystyle x=0\!} ahol végtelen. Tudván {\displaystyle x_{n}\!},
{\displaystyle x_{n+1}=x_{n}-{\frac {f(x_{n})}{f'(x_{n})}}={\frac {(1/3)x_{n}^{4/3}}{(1+(4/3)x_{n}^{1/3})}}\!}
amely megközelítőleg 4/3, másodszor több pontossági bitje van, mint {\displaystyle x_{n}\!}-nek. Ez 2-szer több, mint amennyi szükséges lenne egy kvadratikus konvergenciához. Tehát ebben az esetben a Newton-módszer konvergenciája nem kvadratikus, habár a függvény mindenhol folytonosan differenciálható; a derivált nem nulla a gyökben; és {\displaystyle f\!} határozatlanul differenciálható, kivéve a gyökben.

### A derivált nulla
Ha a függvény deriváltja nulla a gyökben, akkor a konvergencia nem lesz kvadratikus. Vegyük a következőt:
{\displaystyle f(x)=x^{2}\!}
akkor {\displaystyle f'(x)=2x\!} és képletben {\displaystyle x-f(x)/f'(x)=x/2\!}. Tehát a konvergencia nem kvadratikus, habár a függvény végtelenszer differenciálható mindenütt.

#### Az iterációs pont állandó
Tekintsük az alábbi függvényt
{\displaystyle f(x)=1-x^{2}\!}
A függvénynek maximuma van x=0 ban és megoldása f(x) = 0 ban x = ±1. Ha az állandó pontból indítjuk az iterációt, akkor x0=0 (ahol a derivált nulla), x1 nem meghatározható.
{\displaystyle x_{1}=x_{0}-{\frac {f(x_{0})}{f'(x_{0})}}=0-{\frac {1}{0}}}
A végeredmény hasonló lesz, ha a kezdőpont helyett bármely pont állandó. Még akkor is, ha a derivált nagyon kicsi, de nem nulla, a következő iteráció sokkal messzebb lesz a kívánt nullától.

### Analízis
Tegyük fel, hogy az f függvénynek van egy gyöke {\displaystyle \alpha }-ban, f({\displaystyle \alpha }) = 0.
Ha f  folytonosan differenciálható, és ha a deriváltja nem tűnik el {\displaystyle \alpha }-ban, akkor létezik egy olyan környezete az {\displaystyle \alpha } körül, amelyből egy x0 kezdő pontot választva az {xn}sorozat konvergálni fog {\displaystyle \alpha } -hoz.
Ha f  folytonosan differenciálható, ha a deriváltja nem tűnik el {\displaystyle \alpha }-ban, és ha létezik a másodrendű deriváltja {\displaystyle \alpha }-ban, akkor a konvergencia kvadratikus, vagy gyorsabb. Ha második deriváltja {\displaystyle \alpha }-ban nem tűnik el, akkor a konvergencia csak kvadratikus.
Ha a derivált nem tűnik el {\displaystyle \alpha } -ban, akkor a konvergencia általában lineáris. Különösen, ha f kétszer folytonosan differenciálható, {\displaystyle f'(\alpha )=0\!} és {\displaystyle f''(\alpha )\neq 0\!}, akkor létezik egy olyan környezet az {\displaystyle \alpha } körül, amelyből bármely x0 kezdeti értéket véve a sorozat lineárisan fog konvergálni, log10 2 arányossággal. Vagy, ha {\displaystyle f'(\alpha )=0\!} ha {\displaystyle f'(x)\neq 0\!} adottak, {\displaystyle \alpha } egy U környezetéből, ha r {\displaystyle \alpha } multiplicitása és ha {\displaystyle f\in C^{r}(U)}, akkor létezik egy olyan környezete {\displaystyle \alpha }-nak , hogy bármely x0 kezdő értéket véve ebből a környezetből, akkor az iteráció lineárisan fog konvergálni.
Azonban még a lineáris konvergencia sem garantált kóros szituációkban.
Gyakorlatban ezek az eredmények lokálisak, és nem ismerjük előzetesen a konvergencia környezetét, de vannak némi eredmények globális konvergencia esetén is. Például, ha adott {\displaystyle \alpha } megfelelő U+ környezete, ha f kétszeresen differenciálható U+ és ha {\displaystyle f'\neq 0\!}, {\displaystyle f\cdot f''>0\!} U+-ban, akkor mindegyik x0 U+-ból a xk sorozat monoton csökken az {\displaystyle \alpha } felé .

## Általánosítás

### Nemlineáris egyenletrendszerek
Ha valaki a Newton-módszert k nemlineáris egyenlet megoldására akarná használni, amely abból áll, hogy megtaláljuk az {\displaystyle F:\mathbb {R} ^{k}\to \mathbb {R} ^{k}} folytonosan differenciálható függvény gyökeit. Ekkor a fenti képletben balról kell megszorozni k inverzét a JF Jacobi-mátrixszal (xn), f '(xn) -nel osztás helyett. Sok időt lehet megspórolni, ha megoldjuk a lineáris egyenletrendszert, a mátrix invertálása helyett:
{\displaystyle J_{F}(x_{n})(x_{n+1}-x_{n})=-F(x_{n})\,\!}
az ismeretlen xn+1 – xn-re.
Összefoglalva ez a módszer akkor működik, ha az x0 kezdeti értek elég közel van a keresett gyökhöz. Általában egy más módszerrel határozzák meg azt a régiót, amelyben a gyök található, majd a Newton-módszert használják a közelítés „csiszolására”.

### Nemlineáris egyenletek a Banach-térben
A Newton-módszer egy másik általánosítása az, hogy kapjunk meg a Banach-térben definiált F függvény egy gyökét. Ebben az esetben a képlet:
{\displaystyle X_{n+1}=X_{n}-(F'_{X_{n}})^{-1}[F(X_{n})]},
ahol {\displaystyle F'_{X_{n}}} a Fréchet-derivált {\displaystyle X_{n}}-re alkalmazva. A módszer alkalmazásához szükséges, hogy a Fréchet-derivált invertálható legyen minden {\displaystyle X_{n}} pontban.

### Komplex függvények

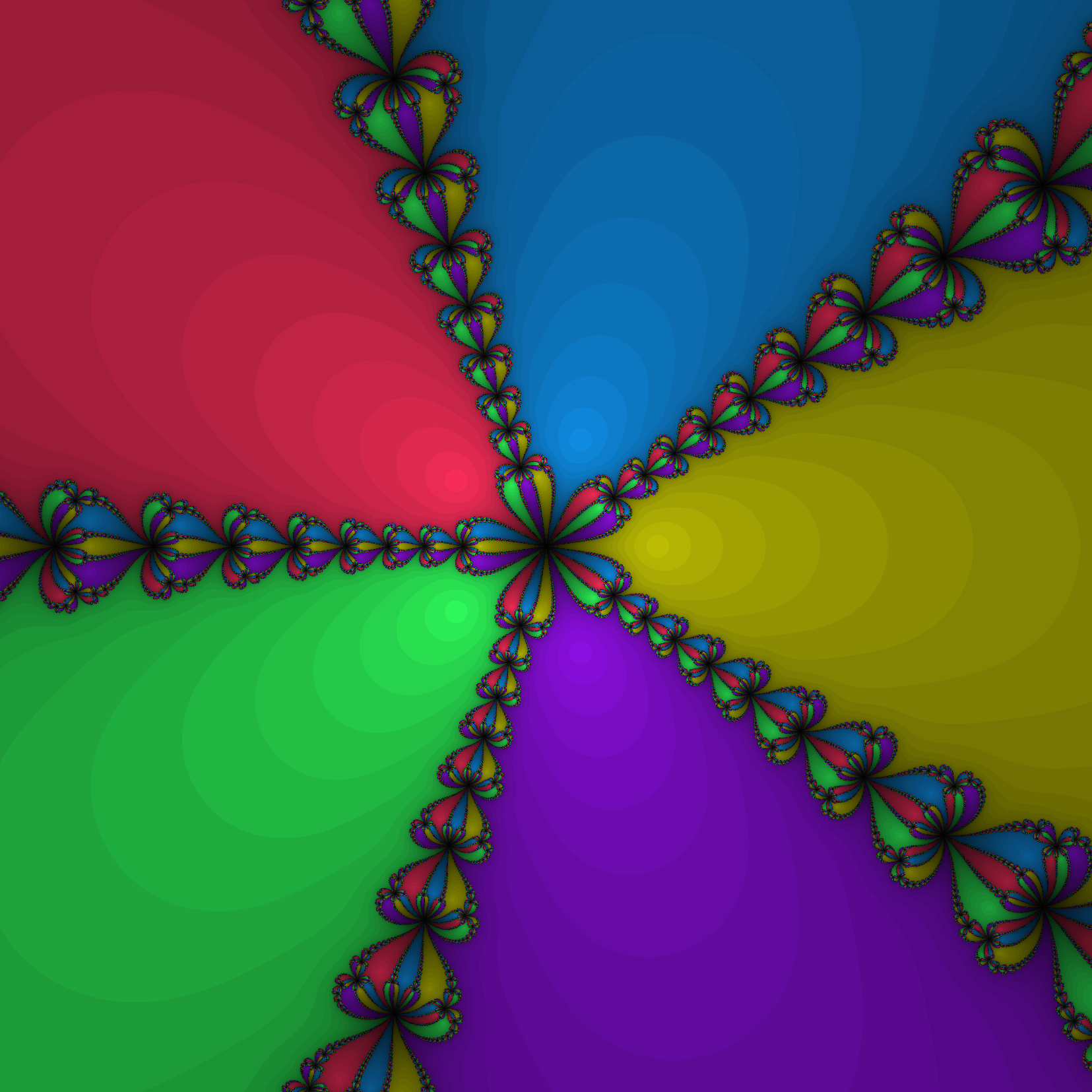
Az x^{5} ‒ 1 = 0 függvény gyűjtőtere; a sötétebb részek azt jelentik, hogy ott több iteráció konvergál

Amikor komplex függvényekkel dolgozunk, a Newton-módszer közvetlenül alkalmazható a gyökök keresésére. Sok komplex függvény esetében egy fraktál határolja a kezdő értékeket, amelyek kiváltják a konvergálást a gyök felé.